# 帕尔雪
帕尔雪（法語：Parcieux，法語發音：[paʁsjø]）是法国东部安省的一个市镇，属于布雷斯地区布尔格区。

## 地理
帕尔雪（45°54'56"N, 4°49'31"E）面积3.14 平方千米，位于法国奥弗涅-罗讷-阿尔卑斯大区安省，该省份为法国东部省份，北起汝拉省，西北接索恩-卢瓦尔省，西接罗讷省和里昂大都会，南至伊泽尔省，东与萨瓦省、上萨瓦省和瑞士接壤。
与帕尔雪接壤的市镇（或旧市镇、城区）包括：锡夫里约、马雪、雷里约、坎雪。

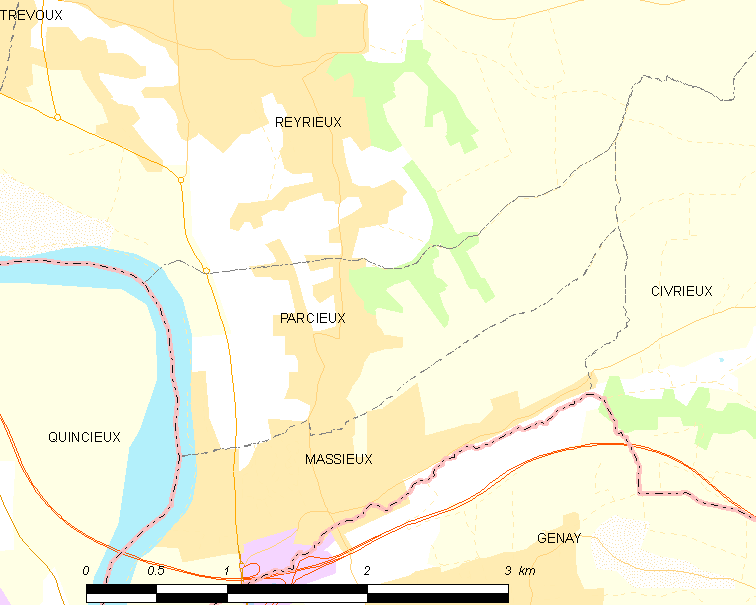
帕尔雪的OSM定位图

帕尔雪的时区为UTC+01:00、UTC+02:00（夏令时）。

## 行政
帕尔雪的邮政编码为01600，INSEE市镇编码为01285。

## 政治
帕尔雪所属的省级选区为特雷武县。

## 人口

1962-2008年间帕尔雪人口变化图示

帕尔雪于2022年1月1日时的人口数量为1317人。